# Pseudocalotes rhammanotus
Pseudocalotes rhammanotus — вид ігуаноподібних ящірок родини агамових (Agamidae). Ендемік Індонезії.

## Поширення і екологія
Pseudocalotes rhammanotus відомі з типової місцевості, розташованої в горах Барісан на південному заході Суматри, на південь від озера Ранау, на висоті 1237 м над рівнем моря. Вони живуть у вологих гірських тропічних лісах.